# Rune Östling
Rune Leon Wilhelm Östling, född 5 november 1916 i Högsbo, Västra Frölunda, död 19 april 1993 i Masthuggs församling, var en svensk fotbollsspelare (vänsterytter) som spelade för Gais säsongerna 1936/1937–1944/1945 och sedan gjorde några enstaka matcher för klubben även 1947/1948 och 1949/1950.

## Biografi
Östling var från Järnbrott och debuterade för Gais i allsvenskan 1936/1937. Han spelade sammanlagt 122 matcher för Gais och gjorde 34 mål. Han var med i det Gais som åkte ur allsvenskan 1937/1938, och var sedan även med och spelade upp klubben i allsvenskan 1941/1942, där man sedermera slutade tvåa. Han var också med och vann svenska cupen 1942. Under sin aktiva karriär spelade han även i Gais handbollslag.
Östling var med i Gais styrelse i 23 år (1945–1968); bland annat var han kassör i elva år. Efter karriären var han lagledare för Gais B-lag.

## Spelstil
Östling var mycket snabb, lång och elegant, men beskrevs även som en spelare som fast han var oberäknelig och målfarlig "inte alls är någon stor ytter och har rätt svag bollbehandling". Han sköt lika bra med båda fötterna.